# Trapezista

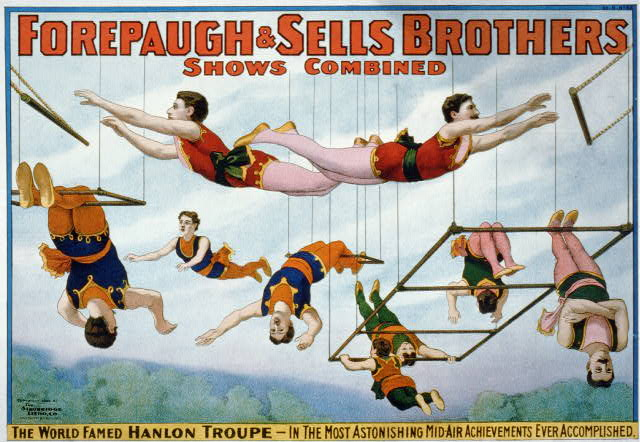
Locandina pubblicitaria di trapezisti di fine XIX secolo

Il trapezista è l'artista acrobata che esegue esercizi a fini ludici e spettacolari su un attrezzo denominato trapezio.
La disciplina del trapezista, legata principalmente al circo e ad altre forme di spettacolo popolare e leggero, rientra nel novero dell'acrobatica, ossia di coloro che compiono esercizi di abilità di elevata difficoltà o ad alto rischio incentrati sulle capacità psicofisiche. Ancora più precisamente, il trapezista è un acrobata che esegue numeri aerei, ossia in sospensione dal suolo al pari dei funamboli e di altri artisti del genere.
Gli esercizi del trapezista sono legati all'utilizzo del trapezio, che si compone di una barra metallica orizzontale alle cui estremità sono fissate due corde fermate alla sommità del tendone: il dondolio dell'attrezzo sul quale il trapezista compie delle acrobazie come lanci, prese e giravolte compongono l'essenzialità della esibizione proposta. 
Tra i più celebri trapezisti si ricordano Cesare Togni, Tito Gaona, Genesio Amadori, Elizabeth Axt. Molti altri artisti, come Giuliano Gemma, fecero i trapezisti nella loro carriera.